# گلد فلیک (سیگار)

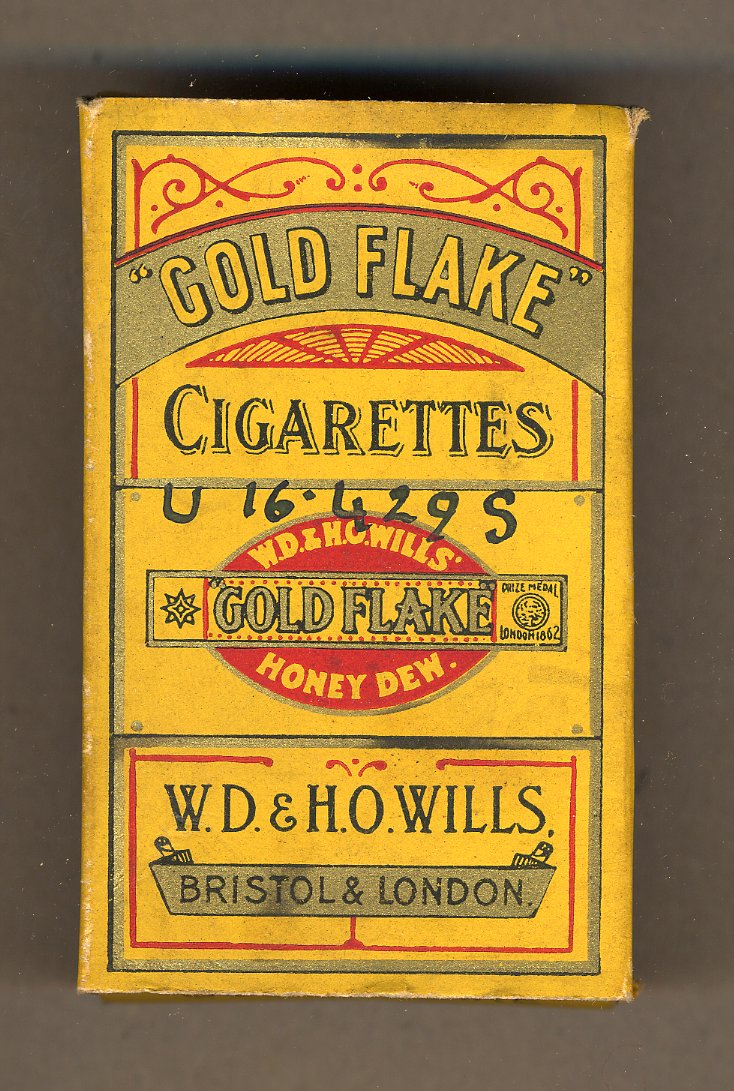
نمایی از پکیج و لگوی سیگار گلد فلیک

گلد فلیک یک برند قدیمی در هند است که نزدیک به یک قرن قدمت دارد.
این برند دارای انواع مختلفی از سیگار در بازه‌های قیمتی متنوع است.
صاحب این برند و همین‌طور توزیع کننده آن آی‌تی‌سی لیمیتد است.

## تاریخچه
گلد فلیک ابتدا در کمپانی W.D & H.O بریستول در سال ۱۹۰۱ تولید شد که قسمتی از Imperial Tobacco بود.